# Iwasa Matabei

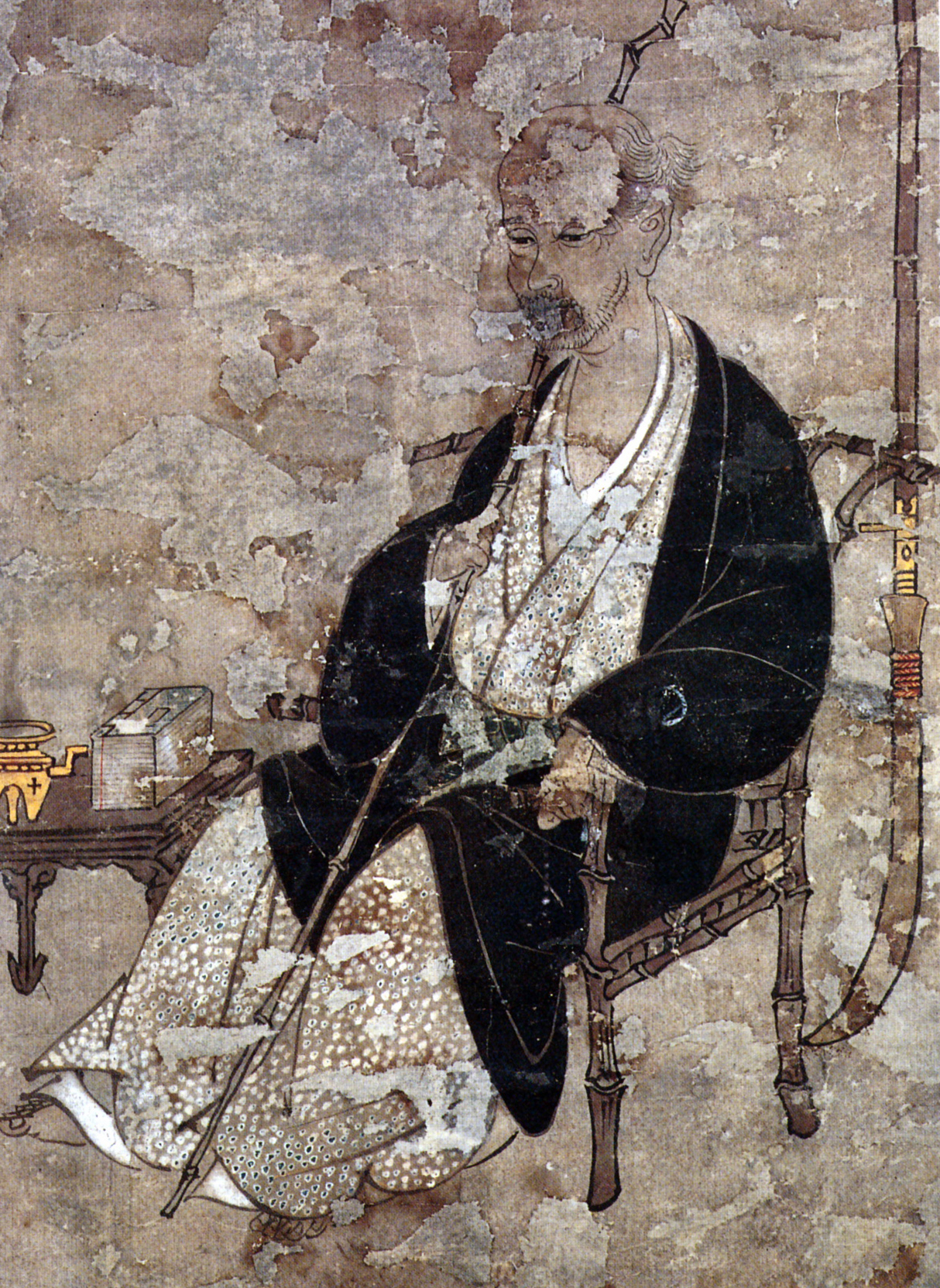
Auto-retrato pintado no ano de sua morte, 1650

Iwasa Matabei (岩佐 又兵衛, 1578 - 20 de julho de 1650) foi um artista japonês especializado cenas históricas e ilustrações da literatura clássica chinesa e japonesa, tanto quanto retratos. Era filho de Araki Murashige, um proeminente daimyo do período Sengoku forçado a cometer suicídio, levando Matabei a usar o nome de sua família materna.A obra de Matabei é notável por suas figuras distintas, com cabeças grandes e características delicadamente desenhadas, e foi eficaz tanto no estilo em cores, quanto no monocromático sumi-e, usando uma técnica individual de pincel combinando elementos Tosa e Kanō.